# Джавгачты
Джавгачты́ (укр. Джавгачти, крымскотат. Cav Qaçtı, Джав Къачты) — исчезнувшее село в Первомайском районе Республики Крым, располагавшееся в центре района, в степной части Крыма, примерно в 3 километрах юго-западнее современного села Гришино.

### Динамика численности населения
| - 1805 год — 57 чел. - 1889 год — 52 чел. - 1892 год — 75 чел. - 1900 год — 108 чел. | - 1915 год — 389 чел. - 1926 год — 265 чел. - 1939 год — 187 чел. |

## История
Первое документальное упоминание села встречается в Камеральном Описании Крыма… 1784 года, судя по которому, в последний период Крымского ханства Джав-Гачты входил в Самарчик кадылык Перекопского каймаканства. После присоединения Крыма к России (8) 19 апреля 1783 года, (8) 19 февраля 1784 года, именным указом Екатерины II сенату, на территории бывшего Крымского Ханства была образована Таврическая область и деревня была приписана к Перекопскому уезду. После Павловских реформ, с 1796 по 1802 год, входила в Акмечетский уезд Новороссийской губернии. По новому административному делению, после создания 8 (20) октября 1802 года Таврической губернии, Джавгачты был включён в состав Бозгозской волости Перекопского уезда
По Ведомости о всех селениях в Перекопском уезде состоящих с показанием в которой волости сколько числом дворов и душ… от 21 октября 1805 года в деревне Джавгашта числилось 9 дворов и 57 жителей, исключительно крымских татар. На военно-топографической карте генерал-майора Мухина 1817 года деревня Жавгач обозначена с 8 дворами. После реформы волостного деления 1829 года деревню, согласно «Ведомости о казённых волостях Таврической губернии 1829 года» отнесли к Эльвигазанской волости (переименованной из Бозгозской). На карте 1836 года в деревне 12 дворов. Видимо, вследствие эмиграции крымских татар в Османскую империю, деревня заметно опустела и на карте 1842 года Джавгачти обозначен условным знаком «малая деревня», то есть, менее 5 дворов.
В 1860-х годах, после земской реформы Александра II, деревню приписали к Григорьевской волости того же уезда. Согласно «Памятной книжке Таврической губернии за 1867 год», деревня Джавгатчи стояла покинутая, ввиду эмиграции крымских татар, особенно массовой после Крымской войны 1853—1856 годов, в Турцию. На карте Шуберта 1865 года селение ещё обозначено, то на карте с корректурой 1876 года — только мечеть. Позже её вновь заселили и в «Памятной книге Таврической губернии 1889 года» по результатам Х ревизии 1887 года записана Джавгачи, с 8 дворами и 52 жителями.
После земской реформы 1890 года Джавгачты отнесли к Джурчинской волости. Согласно «…Памятной книжке Таврической губернии на 1892 год», в деревне Джавгачты, не входившей ни в одно сельское общество и находящейся на вакуфной земле, было 75 жителей в 34 домохозяйствах. По «…Памятной книжке Таврической губернии на 1900 год» в деревне Джавгачты числилось 108 жителей в 20 дворах. По Статистическому справочнику Таврической губернии. Ч.II-я. Статистический очерк, выпуск пятый Перекопский уезд, 1915 год, в деревне Джавгачты (вакуф) Джурчинской волости Перекопского уезда числилось 55 дворов (все дворы безземельные) с татарским населением в количестве 389 человек приписных жителей, из которых 208 мужчин и 181 женщина. О владении землёй сведений нет, в хозяйствах имелось 85 лошадей, 47 коров и 200 голов мелкого скота.
После установления в Крыму Советской власти и учреждения 18 октября 1921 года Крымской АССР, в составе Джанкойского уезда был образован Курманский район, в состав которого включили село. В 1922 году уезды получили название округов. 11 октября 1923 года, согласно постановлению ВЦИК, в административное деление Крымской АССР были внесены изменения, в результате которых был ликвидирован Курманский район и село включили в состав Джанкойского. Согласно Списку населённых пунктов Крымской АССР по Всесоюзной переписи 17 декабря 1926 года, в селе Джавгачты Джурчинского сельсовета Джанкойского района, числилось 59 дворов, все крестьянские, население составляло 265 человек, из них 264 татарина и 1 русский, действовала татарская школа. Постановлением ВЦИК РСФСР от 30 октября 1930 года был создан Фрайдорфский еврейский национальный район (переименованный указом Президиума Верховного Совета РСФСР № 621/6 от 14 декабря 1944 года в Новосёловский) (по другим данным 15 сентября 1931 года) и село включили в его состав, а после разукрупнения в 1935-м и образования также еврейского национального Лариндорфского (переименованный указом Президиума Верховного Совета РСФСР № 621/6 от 14 декабря 1944 года в Первомайский), село переподчинили новому району. По данным всесоюзная перепись населения 1939 года в селе проживало 187 человек. Село ещё обозначено на двухкилометровой карте Генштаба 1942 года. В 1944 году, после освобождения Крыма от фашистов, согласно постановлению ГКО № 5859 от 11 мая 1944 года, 18 мая крымские татары были депортированы в Среднюю Азию. Видимо, опустевшее после депортации село не возрождали, поскольку в дальнейшем в доступных документах не встречается.